# En Reportagefilm om Deres Majestæter
|  | Denne artikel er oprettet af botten PalnaBot ud fra en ekstern database. Den kan derfor have sproglige fejl eller mangler. Denne skabelon kan fjernes efter kontrol af indholdet. |

En Reportagefilm om Deres Majestæter er en film med ukendt instruktør.

## Handling
Søgeord fra ØKs registrant: Banegård, bytur, flådeinspektion, Frederik IX, Gråsten Slot, Kong Haakon, karet, Kongeskib, Prinsesse Margrethe, Norge, Kronprins Olav, Oslo, slot, slotspark, Stockholm, Sverige, Sønderjylland, vagtparade, Viceadmiral Vedel.